# Chính sách thị thực của Liberia
Du khách đến Liberia phải xin thị thực từ một trong những phái bộ ngoại giao Liberia trừ khi họ đến từ một trong những quốc gia được miễn thị thực. Du khách phải tiêm chủng sốt vàng.

## Bản đồ chính sách thị thực

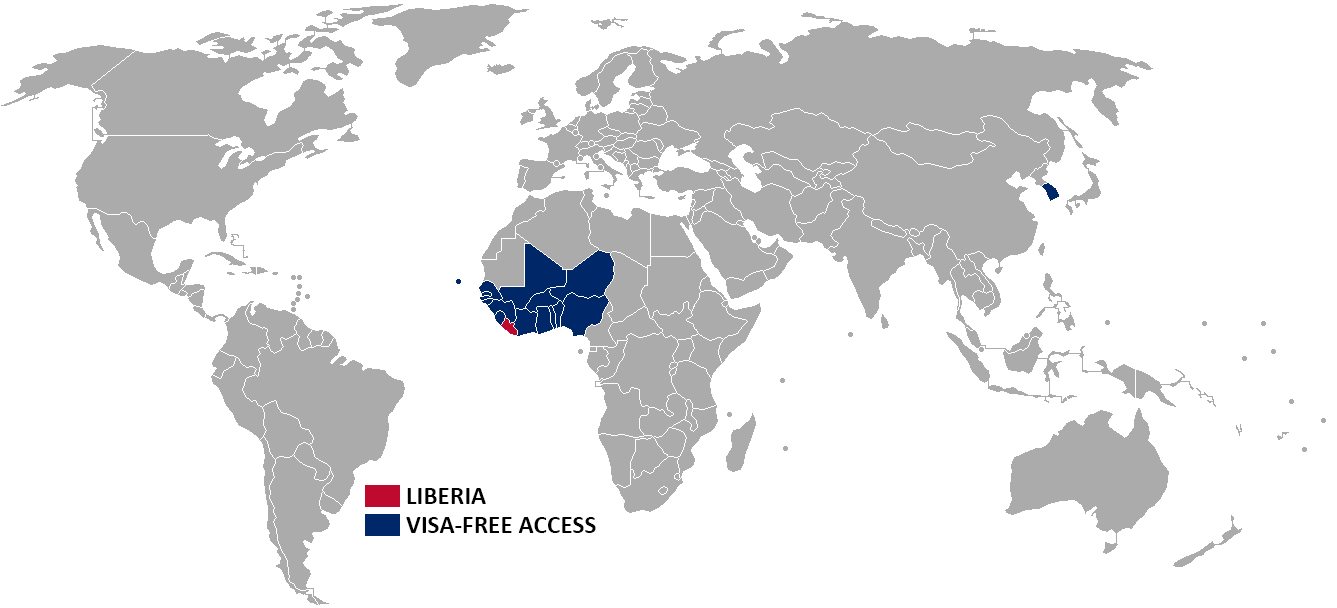
Liberia
Miễn thị thực

## Miễn thị thực
Công dân của 15 quốc gia sau có thể đến Liberia mà không cần thị thực:
| - Benin - Burkina Faso - Cape Verde - Bờ Biển Ngà - Gambia - Ghana - Guinea - Guinea-Bissau | - Hàn Quốc - Mali - Niger - Nigeria - Senegal - Sierra Leone - Togo |  |

| Ngày hủy yêu cầu thị thực                                                                            |
| --- |
| Danh sách này không đầy đủ, bạn cũng có thể giúp mở rộng danh sách. - 23 tháng 9 năm 1982:: Hàn Quốc |

Thị thực được miễn với công dân Trung Quốc sở hữu hộ chiếu ngoại giao và công vụ và công dân Kuwait sở hữu hộ chiếu ngoại giao.
Thỏa thuận miễn thị thực với hộ chiếu ngoại giao và công vụ được ký với  Việt Nam vào tháng 12 năm 2017 nhưng chưa được thông qua.

## Thị thực tại cửa khẩu
Người sở hữu Hộ chiếu Đài Loan có thể xin thị thực tại cửa khẩu nhưng cần phải nộp đơn qua e-mail trước khi nhập cảnh.
Thị thực cũng có thể được cấp tại cửa khẩu nếu du khách khởi hành từ một quốc gia không có đại diện ngoại giao của Liberia với điều kiện hãng hàng không người đó đi phải gửi tin nhắn telex đến người quản lý tại Monrovia. Nếu xác nhận được nhận từ người quản lý và xác nhận này được gắn vào vé, người này có thể đi.